# スコット・マギー
スコット・マギー（Scott McGhee、本名：Garfield "Gary" Portz、1957年 - ）は、アメリカ合衆国で活動したイギリス人プロレスラー。イングランドのウェスト・ヨークシャー州ブラッドフォード出身。
ランカシャー・レスリングの名手として知られたジェフ・ポーツの実子であり、父同様に技巧派のベビーフェイスとして、NWAのフロリダ地区などを主戦場に活躍した。

## 来歴
父のジェフ・ポーツと共にアメリカへ移住後、1970年代末にジム・クロケット・プロモーションズにてレフェリーを経てデビュー（渡米前にイギリスでデビューしていたともされる）。
1980年より、父親の主戦場でもあったフロリダ地区（エディ・グラハム主宰のチャンピオンシップ・レスリング・フロム・フロリダ）に活動拠点を移し、イワン・コロフ、ニコライ・ボルコフ、ミスター・サイトー、ディック・スレーター、ボビー・ジャガーズ、R・T・タイラー、ロード・アルフレッド・ヘイズ、ハンス・シュローダーらヒール勢と対戦。10月18日にはバリー・ウインダムとのコンビでNWAフロリダ・タッグ王座を獲得した。同年はレス・ソントンのNWA世界ジュニアヘビー級王座に再三挑戦し、11月17日にはウェストパームビーチにてハーリー・レイスのNWA世界ヘビー級王座にも挑戦している。
1982年6月、新日本プロレスの『サマー・ファイト・シリーズ第1弾』に初来日。開幕戦の6月18日、蔵前国技館大会でのメインイベントにて、右膝の負傷で長期欠場を続けていたアントニオ猪木の復帰第1戦の相手を務めた。7月2日の北海道・旭川大会ではアンドレ・ザ・ジャイアントのタッグパートナーに起用され、ハルク・ホーガン&坂口征二の日米スーパーヘビー級コンビと対戦している。
その後もNWAの主要テリトリーで活動し、フロリダでは1983年にテリー・アレンやマイク・グラハムと組んで活躍。ファビュラス・カンガルーズ（ドン・ケント&ジョニー・ヘファーナン）、ボビー・ダンカン&アンジェロ・モスカ、イライジャ・アキーム&カリーム・モハメッドなどのチームを相手にNWAグローバル・タッグ王座を争った。同年11月24日にはジム・クロケット・プロモーションズが開催した『スターケード』の第1回大会にも出場、ジョニー・ウィーバーをパートナーにケビン・サリバン&マーク・ルーインと対戦した。同年は太平洋岸北西部にも参戦し、12月24日にカート・ヘニングと組んでダイナマイト・キッド&ジ・アサシンからNWAパシフィック・ノースウエスト・タッグ王座を奪取している。
1984年はテネシー州メンフィスのCWAにてスパイク・ヒューバーとのタッグなどで活動。本拠地のフロリダでは、7月29日にスーパースター・ビリー・グラハムを破りNWAフロリダ・ヘビー級王座を獲得、9月から10月にかけてはリック・フレアーのNWA世界ヘビー級王座に連続挑戦した。翌11月、カール・ゴッチのブッキングでUWFに来日、前田日明やスーパー・タイガーとシングルマッチで対戦した。
UWFへの再来日から帰米後の1985年9月、前年より全米侵攻を展開していたWWFに登場。10月1日のニューヨーク州ポキプシーでのTVテーピングではポール・ローマをパートナーに、グレッグ・バレンタイン&ブルータス・ビーフケーキのドリーム・チームが保持していたWWF世界タッグ王座に挑戦。以降、1987年初頭にかけてWWFの全米サーキットに参加し、ランディ・サベージ、テリー・ファンク、カウボーイ・ボブ・オートン、アドリアン・アドニス、キングコング・バンディ、ジェイク・ロバーツ、ハーキュリーズ、ホンキー・トンク・マン、ハート・ファウンデーション、カマラ、ディノ・ブラボーなど、ヒールのスーパースターのジョバーを務めた（レネ・グレイ、タイガー・チャン・リー、フレンチ・マーチン、テリー・ギッブス、スティーブ・ロンバルディなど、ヒール陣営のジョバーからは勝利を収めている）。
WWF離脱後はカルガリーのスタンピード・レスリングにて、本名のガーフィールド・ポーツ名義で活動。ヒールのポジションに回ってジェリー・モローやガマ・シンと外国人ユニットを組み、オーエン・ハート、ブライアン・ピルマン、ジョニー・スミス、ミスター・ヒト、クリス・ベノワ、フィル・ラフルールらと対戦した。
カルガリー滞在中の1988年1月31日、脳卒中を起こして引退。回復後は看護師となって医療機関に勤務している。

## 得意技
- ジャーマン・スープレックス[19]
- ベリー・トゥ・バック・スープレックス

## 獲得タイトル
チャンピオンシップ・レスリング・フロム・フロリダ
- NWAフロリダ・ヘビー級王座：3回[12]
- NWAフロリダ・タッグ王座：1回（w / バリー・ウインダム）[4]
- NWAフロリダ・グローバル・タッグ王座：4回（w / テリー・アレン×3、マイク・グラハム）[8]

サウスイースタン・チャンピオンシップ・レスリング
- NWA USジュニアヘビー級王座（サウスイースト版）：3回[20]

パシフィック・ノースウエスト・レスリング
- NWAパシフィック・ノースウエスト・タッグ王座：1回（w / カート・ヘニング）[10]